# Aidone
Aidone est une commune italienne de la province d'Enna dans la région Sicile en Italie.

## Administration
| Période                                  | Période     | Identité           | Étiquette    | Qualité |
| ---------------------------------------- | ----------- | ------------------ | ------------ | ------- |
| 8 juin 2009                              | 25 mai 2014 | Filippo Gangi      | Lista civica |         |
| 25 mai 2014                              | En cours    | Vincenzo Lacchiana | Lista civica |         |
| Les données manquantes sont à compléter. |             |                    |              |         |

### Communes limitrophes
Enna, Mineo, Piazza Armerina, Raddusa, Ramacca

## Lieux et monuments
- Morgantina, site archéologique, fouillé par l'université de Princeton à partir de 1955, correspondant à une cité sicule puis grecque.
- Musée archéologique d'Aidone